# Bourbonanthura littoralis
Bourbonanthura littoralis là một loài chân đều trong họ Leptanthuridae. Loài này được Müller miêu tả khoa học năm 1990.